# Кевін Стотт
Кевін Стотт (англ. Kevin Stott, нар. 1967) — американський футбольний арбітр. Арбітр ФІФА з 1995 по 2008 рік.

## Кар'єра
Стотт був названий арбітром року в MLS в 2010 році і загалом судив матчі цього турніру понад 20 років. Також обслужив перший розіграш Матчу всіх зірок МЛС, що відбувся 1996 року.
Стотт був обраний резервним арбітром на чемпіонат світу 2006 року в Німеччині. Також на міжнародному рівні працював на молодіжному чемпіонаті світу 2003 року в ОАЕ. Також як головний арбітр працював на Золотих кубках КОНКАКАФ 2003 та 2005 років.

## Нагороди
- Арбітр року MLS : 2010